# Anthurium dendrobates
Anthurium dendrobates är en kallaväxtart som beskrevs av Luis Aloysius, Luigi Sodiro. Anthurium dendrobates ingår i släktet Anthurium och familjen kallaväxter. Inga underarter finns listade.